# 가브리엘레 데티
가브리엘레 데티(이탈리아어: Gabriele Detti, 1994년 8월 29일 ~ )는 이탈리아의 수영 선수이다. 2016년 하계 올림픽에서 남자 자유형 400m에서 동메달을 획득했다.

## 올림픽 성적

### 2016년 하계 올림픽남자 자유형 400m, 1500m 성적
| 선수            | 세부 종목    | 예선    | 예선 | 준결선    | 준결선    | 결선    | 결선      |
| 선수            | 세부 종목    | 기록    | 순위 | 기록      | 순위      | 기록    | 최종 순위 |
| 가브리엘레 데티 | 자유형 400m  | 3:43.94 | 3 Q  | 경기 없음 | 경기 없음 | 3:43.49 | 3         |
| 가브리엘레 데티 | 자유형 1500m |         |      | 경기 없음 | 경기 없음 |         |           |